# Universidad de Oviedo
La Universidad de Oviedo es una universidad pública ubicada en la ciudad de Oviedo (Asturias, España), con campus en Oviedo, Gijón y Mieres. La Universidad se fundó en 1608 a instancias de Fernando Valdés Salas y fue una de las diez universidades de España durante el siglo XIX. En la actualidad la Universidad condensa a unos 20.000 estudiantes en sus 7 campus.
Es la única universidad en la comunidad autónoma, motivo que en 1997 le permitió fundar el Grupo 9 de Universidades (G9) españolas. También forma parte de la iniciativa Ingenium de la Comisión Europea. 

## Historia
La Universidad de Oviedo fue ideada en el siglo XVI por el arzobispo Fernando Valdés Salas. Inició sus actividades en Oviedo el 21 de septiembre de 1608 con la facultad menor de Artes y las tres mayores de Cánones, Leyes y Teología. Se cumplía así con la voluntad expresada en el testamento de Fernando Valdés Salas, fallecido en 1568. Este religioso había desempeñado los cargos de Presidente del Consejo de Castilla, Arzobispo de Sevilla e Inquisidor general de las Españas durante los reinados de Carlos I de España y Felipe II. Ya había fundado antes el Colegio de San Gregorio, para el estudio de Gramática y Latinidad y el Colegio de Niñas Huérfanas Recoletas. En la actualidad el Rectorado tiene su sede en el que fue Colegio de Recoletas; el solar del que fuera Colegio de San Gregorio lo ocupa hoy un banco, frente al edificio histórico de la Universidad, en la calle San Francisco.
En los primeros años los esfuerzos se encaminaron a mejorar la organización y afianzar las enseñanzas que se impartían, ya que los apuros económicos no permitían mucho más. Durante esta época las Escuelas se regían por los llamados estatutos viejos y por las normas de la Universidad de Salamanca para los casos que no se recogieran en ellos. 

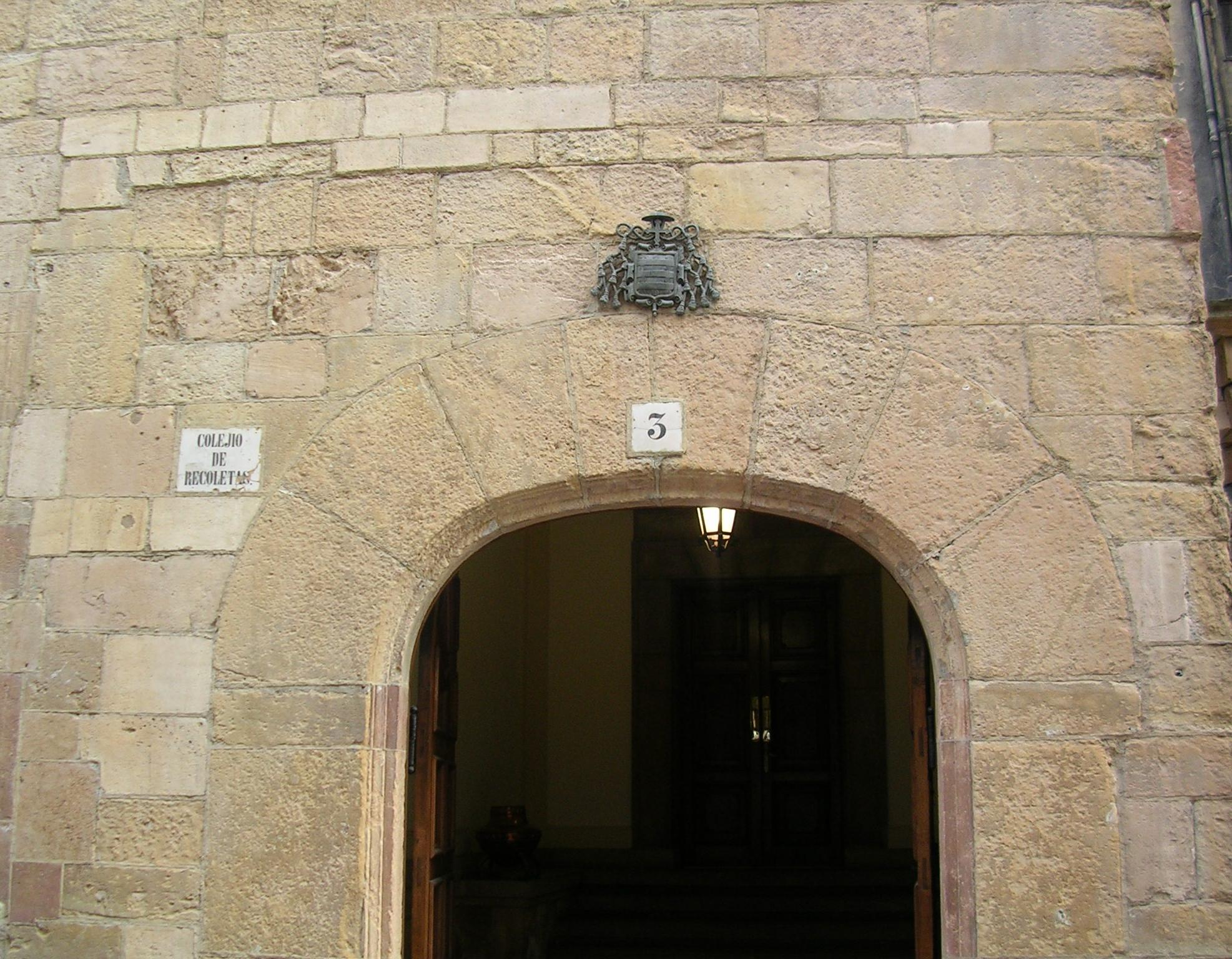
Colegio de Recoletas.

En los dos siglos siguientes, lo más destacado fue la reforma que hubo en todas las universidades españolas debida al plan de 1774 y la invasión francesa del edificio histórico, que motivó la suspensión de las clases, hasta su expulsión en 1812. Durante el siglo XIX, la Universidad de Oviedo fue una de las más prestigiosas de España, en parte, gracias a un grupo de profesores vinculados al krausismo y la Institución Libre de Enseñanza, entre los que se encontraban Leopoldo Alas, Clarín, Rafael Altamira y Adolfo González Posada. El Grupo de Oviedo impulsó numerosas actividades de extensión universitaria, de acuerdo con los ideales krausoinstitucionistas. 
Durante la revolución de octubre 1934, el actual edificio histórico de la Universidad se vio seriamente afectado por un incendio posterior a la ocupación del inmueble por parte de los revolucionarios. El incendio arrasó con parte del archivo. El ministerio de Instrucción Pública le encomendó al arquitecto José Avelino Díaz y Fernández-Omaña supervisar la reconstrucción del edificio a partir de enero de 1935, pudiendo concluirse al poco tiempo. No obstante, al iniciarse la Guerra Civil en julio de 1936, la ciudad de Oviedo se sublevó y quedó sitiada. La actividad académica de la universidad se suspendió y en los enfrentamientos el edificio volvió a sufrir estragos. Adicionalmente, varios de sus profesores fueron represaliados por las autoridades del bando sublevado. El rector Leopoldo García-Alas García-Argüelles fue asesinado.
Al término de la contienda, la Universidad recuperó su actividad, manteniéndose como una de las doce universidades públicas españolas. Debido a la debilidad del país y de la institución, se planteó el traslado de los estudios a Santander, si bien la Universidad se pudo recuperar. En 1939 se creó la Facultad de Filosofía y Letras. Adicionalmente, en 1939 la Escuela de Veterinaria de León pasó a estar bajo dependencia de la Universidad.
Asimismo, se vincularon a la universidad la Escuela de Administración Local y la Escuela Social. En 1958, se inauguraba en Llamaquique el edificio de la Facultad de Ciencias. Fue el primer edificio alejado del edificio histórico. En 1970, la nueva Ley General de Educación supuso un revulsivo para la Universidad, puesto que hizo que se le incorporaran las Escuelas Técnicas y profesionales ubicadas en Asturias, como la Escuela de Comercio (Gijón). En Oviedo la universidad se estaba expandiendo con la creación de facultades como la de Medicina (1968) y Ciencias Económicas y Empresariales (1975).   
Ya en democracia, la Universidad continuó su crecimiento. En 1982 se crearon las facultades de Química, de Geología y de Biología, a partir de la Facultad de Ciencias. En ese mismo año la Facultad de Filosofía y Letras también se subdividió en tres facultades diferentes: Filosofía y Ciencias de la Educación, Filología y Geografía e Historia, con sede en el campus de El Milán. Se volvió a reunificar en 2009, si bien desde 1994 Ciencias de la Educación constituye su propia facultad en Llamaquique. En 1979 los centros docentes de la Universidad de Oviedo que se ubicaban en la provincia de León se independizaron para crear la Universidad de León. Para los 1990 y 2000 se consolidaron los campus de Gijón y de Mieres y el que sería el mayor campus de la Universidad,  el de El Cristo, al suroeste Oviedo.

## Emblemas

Modelo de escudo de los arzobispos católicos.

Los emblemas, distintivos y tratamientos de la Universidad de Oviedo vienen descritos en el Título I, artículo 8, de sus estatutos.
- El escudo es el constituido por el escudo heráldico de los Valdés, a saber: en campo de plata, tres barras azules, con diez cruces de San Jorge de Inglaterra, bajo sombrero, cruz y cordones arzobispales. Realmente, esta definición que viene en los estatutos no es la más adecuada, ya que el escudo no es el del linaje Valdés, sino las armas personales del fundador de la universidad, el arzobispo Fernando Valdés de Salas: en plata, tres fajas de azur acompañadas de diez roeles de gules, cargados de sendas crucetas de oro y puestos tres-dos-dos-tres. Por timbre, capelo y borlas de arzobispo y acolada la cruz arzobispal.
- El sello reproducirá su escudo, rodeado por la inscripción Sigillum Regiæ Universitatis Ovetensis.
- La bandera es rectangular (proporciones 2:3), azul, con el escudo de la universidad en el centro.[6]

En 2002, durante el rectorado de Juan Antonio Vázquez García, se utilizó un polémico logotipo, creado por el diseñador Manuel Estrada, que fue retirado por el siguiente rector, Vicente Miguel Gotor Santamaría.

## Descripción
La Universidad de Oviedo está conformada por 17 facultades y escuelas, 2 centros adscritos, un Centro Internacional de Postgrado y una Escuela de Doctorado. Para el curso 2022-2023 se habían matriculado en la Universidad de Oviedo 18.923 alumnos, de los cuales 16.224 fueron estudiantes de grado, 1.496 de máster y 1.203 de doctorado.
Así mismo la Universidad cuenta con unos 2100 investigadores y docentes y unos 1000 trabajadores de administración.
Para el curso 2025-2026 la Universidad de Oviedo contaba con 58 Grados y 10 dobles grados.
La Universidad de Oviedo, en calidad de universidad pública, depende del Gobierno del Principado de Asturias para poder financiarse correctamente. Para 2025 la Universidad aprobó un presupuesto de 254 millones de euros, de los cuales 196,7 millones de euros provenían del Gobierno de Asturias, el 77,5%.

### Campus
Los centros docentes de la Universidad de Oviedo se agrupan en los siguientes campus, todos ellos ubicados en el área metropolitana de Asturias.
- Oviedo:
  - Campus del Cristo
  - Campus de Llamaquique
  - Campus de los Catalanes
  - Campus Oviedo Centro
  - Campus de El Milán
- Gijón:
  - Campus de Gijón
- Mieres:
  - Campus de Mieres

### Facultades y escuelas
El número de alumnos corresponde al curso 2011/12 (algunos datos están actualizados con información del 2013).

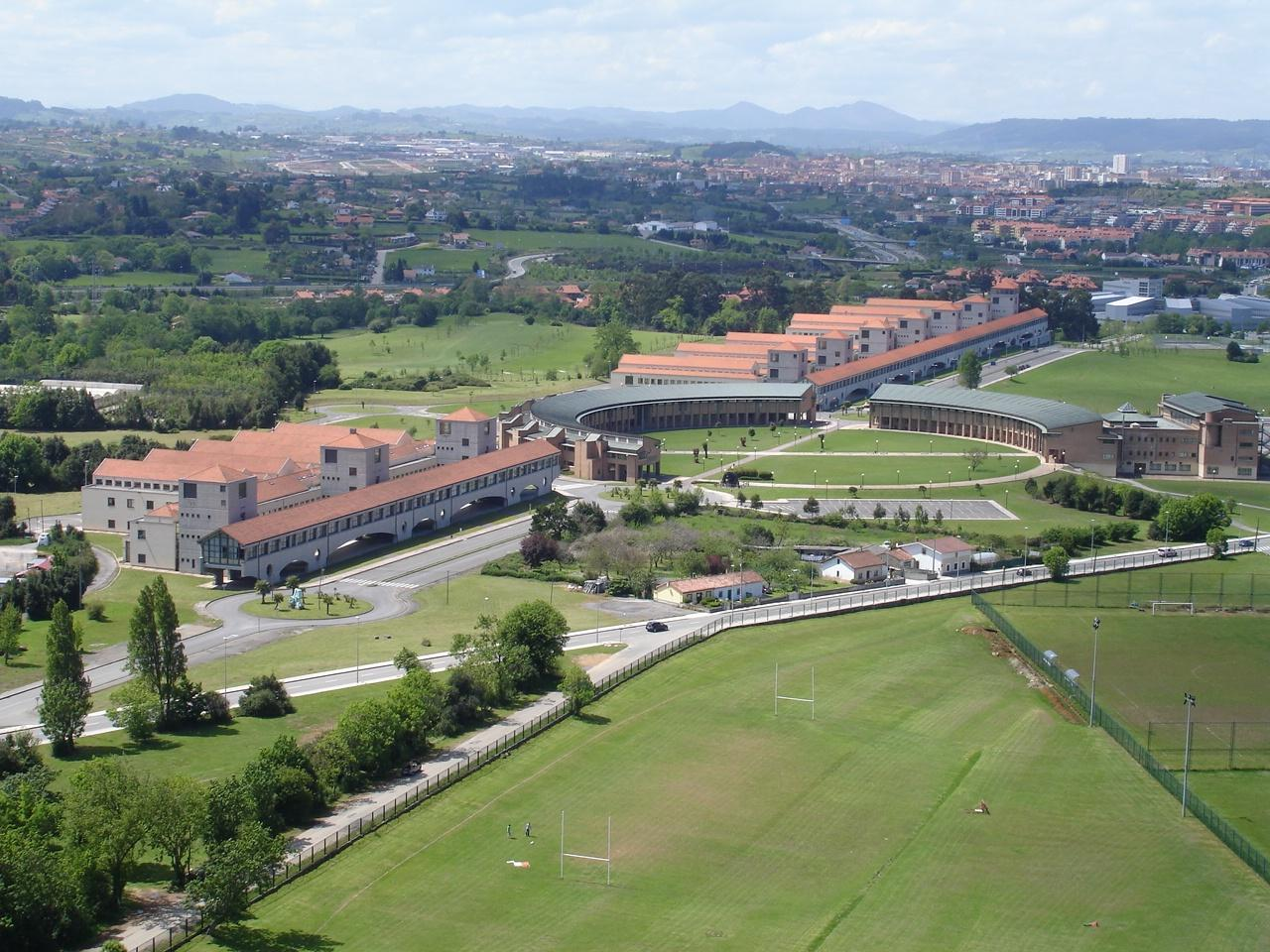
Campus de Gijón.

| Facultad / Escuela                                                  | Fundación | Alumnos | Campus        |
| ------------------------------------------------------------------- | --------- | ------- | ------------- |
| Facultad de Biología                                                | 1961      | 963     | El Cristo     |
| Facultad de Ciencias                                                | 1990      | 310     | Llamaquique   |
| Facultad de Comercio, Turismo y Ciencias Sociales Jovellanos        | 1899      | 1279    | Gijón         |
| Facultad de Derecho                                                 | 1608      | 1925    | El Cristo     |
| Facultad de Economía y Empresa                                      | 1908      | 3447    | El Cristo     |
| Facultad de Filosofía y Letras                                      | 1892      | 2053    | El Milán      |
| Facultad de formación del Profesorado y Educación                   | 1845      | 1981    | Llamaquique   |
| Facultad de Geología                                                | 1958      | 182     | Llamaquique   |
| Facultad de Medicina y Ciencias de la Salud                         | 1968      | 1566    | El Cristo     |
| Facultad de Psicología                                              | 1991      | 780     | Oviedo Centro |
| Facultad de Química                                                 | 1848      | 808     | El Cristo     |
| Escuela de Ingeniería Informática                                   | 1982      | 518     | Los Catalanes |
| Escuela Politécnica de Ingeniería de Gijón                          | 1888      | 4769    | Gijón         |
| Escuela Politécnica de Mieres                                       | 1855      | 1304    | Mieres        |
| Escuela Profesional de Medicina de la Educación Física y el Deporte |           |         | Los Catalanes |
| Escuela Superior de la Marina Civil de Gijón                        | 1967      | 281     | Gijón         |

### Centros adscritos
- Centro Internacional de Postgrado
- Facultad de Enfermería de Gijón
- Escuela de Doctorado
- Facultad Padre Ossó
- Facultad de Turismo de Oviedo

### Institutos universitarios
- Instituto Universitario de la Empresa
- Instituto Universitario de Tecnología Industrial de Asturias (IUTA)
- Instituto Universitario de Oncología
- Instituto Feijoo de Estudios del Siglo XVIII
- Instituto de Recursos Naturales y Ordenación del Territorio (INDUROT)
- Centro de Inteligencia Artificial
- Centro de Cooperación y Desarrollo Territorial (CECODET)
- Instituto Universitario de Biotecnología de Asturias (IUBA)
- Instituto de Ciencias de la Educación
- Instituto de Química Organometálica "Enrique Moles"

## Colegios mayores y residencias
La Universidad de Oviedo cuenta con dos colegios mayores y dos residencias universitarias:
- Colegio Mayor San Gregorio (Oviedo)
- Colegio Mayor América (Oviedo)
- Residencia Universitaria para profesores Rafael Altamira (Oviedo)
- Residencia Universitaria de Mieres

## Edificios de interés

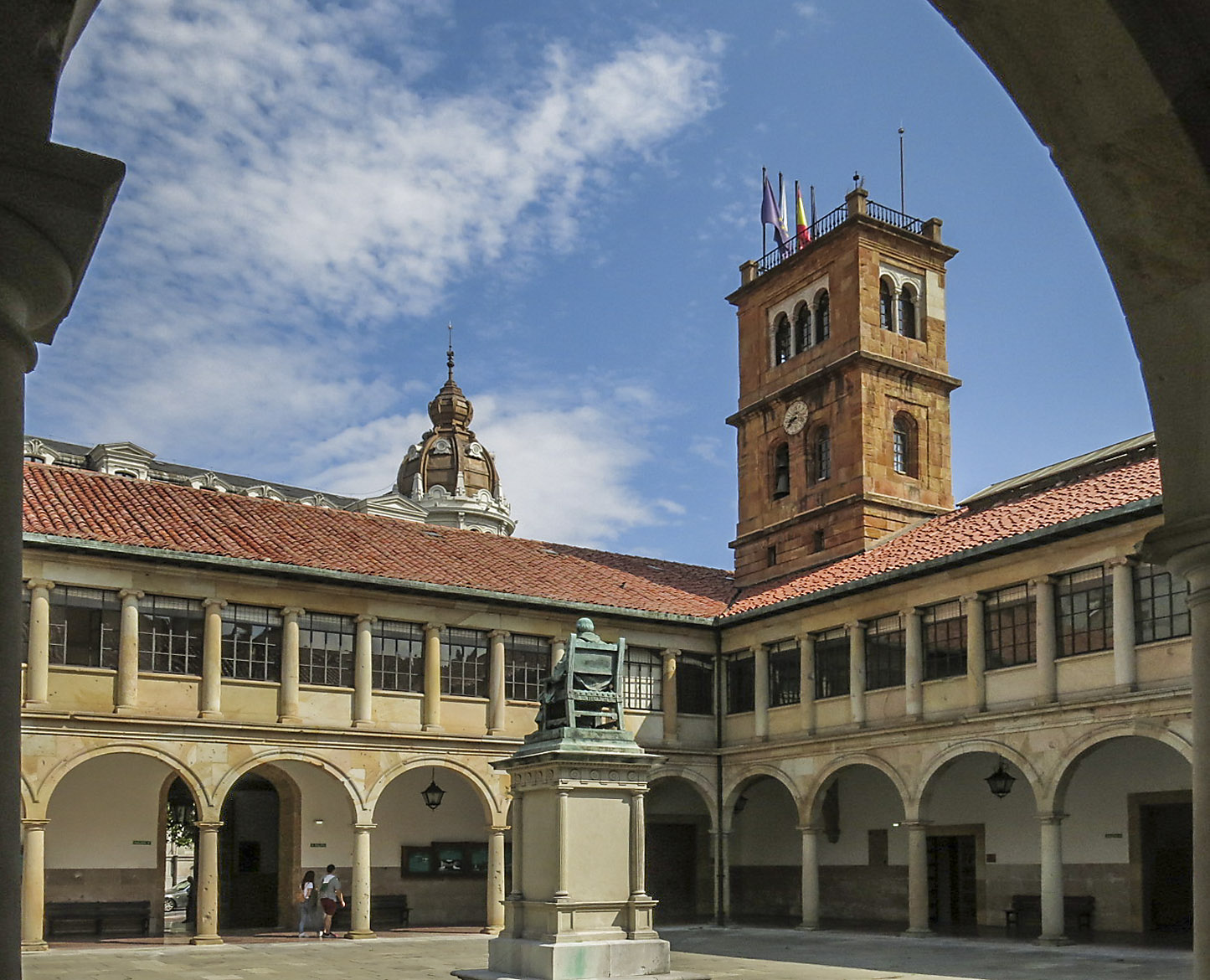
Claustro del Edificio Histórico.

- Edificio Histórico. El edificio está situado en la calle San Francisco de Oviedo.
- Edificio Valdés Salas.

## Gobierno

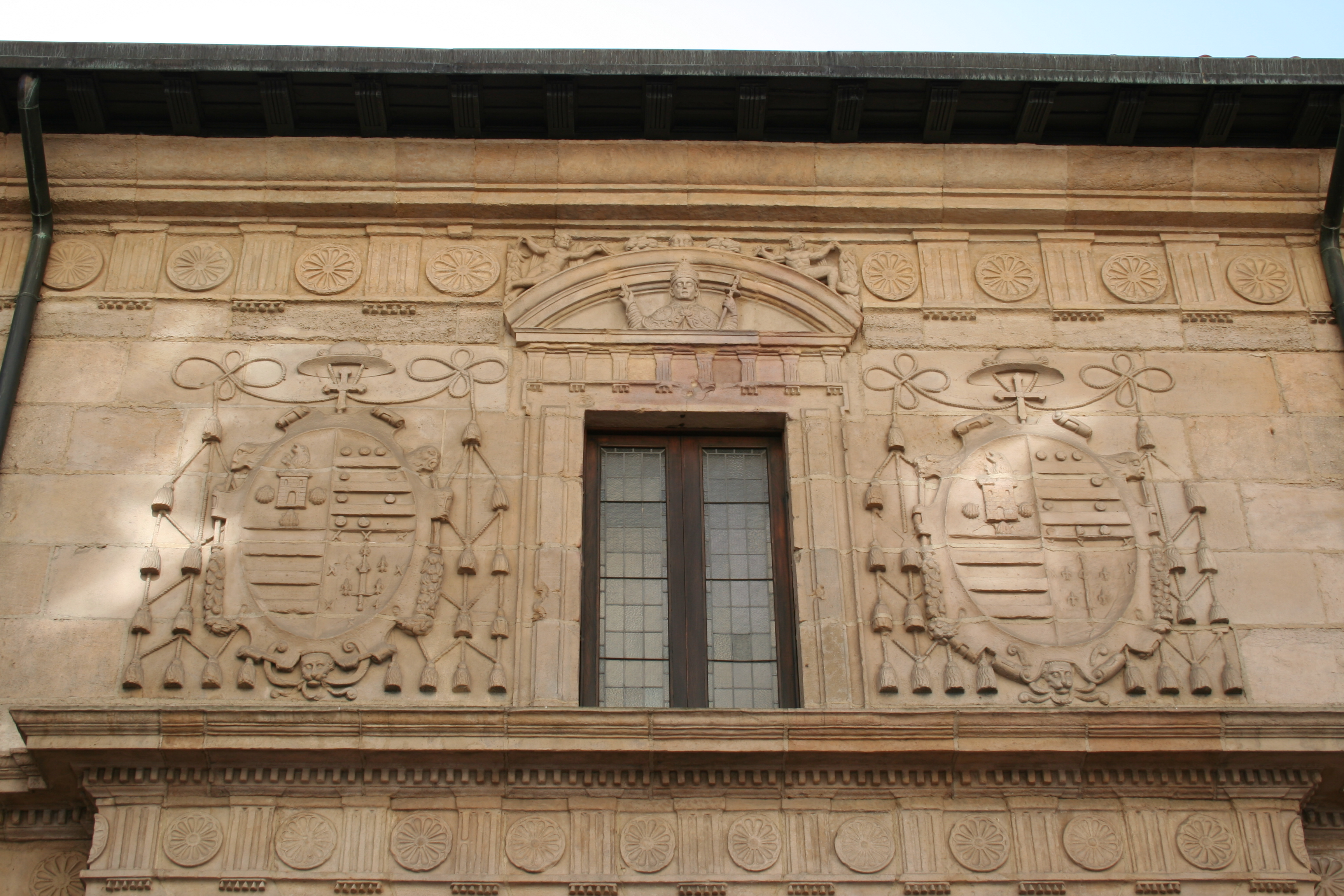
Escudos labrados en la fachada del edificio histórico de la Universidad en la calle San Francisco de Oviedo

- Rector: Ignacio Villaverde
- Consejo Social
- Consejo de Gobierno
- Claustro Universitario
- Consejo Rectoral

## Deportes
El área de deporte depende directamente del rector. 
La universidad participa con equipos en dos niveles diferentes:
- Competiciones federadas
- Campeonatos universitarios

### Competiciones federadas
En competiciones federadas la universidad compite con equipos en los que se incluyen deportistas que no están matriculados en la Universidad de Oviedo. Se compite en los siguientes deportes:
- Ajedrez, atletismo, baloncesto, fútbol, rugby, vela y esquí.

### Competiciones universitarias
Las competiciones universitarias son organizadas por el Consejo Superior de Deportes (CSD) y el Comité Español de Deporte Universitario (CEDU) y solo pueden incluirse en los equipos a estudiantes matriculados en la Universidad de Oviedo. La UO compite en los Campeonatos de España Universitarios (CEU) en los siguientes deportes:
- Ajedrez, bádminton, baloncesto, baloncesto 3x3, campo a través, duatlón, esquí, golf, fútbol sala, fútbol 11, fútbol 7, pádel, tenis, natación, voleibol, rugby 7, natación, tiro con arco, triatlón, vela y esquí.

Ha ganado el Campeonato de España Universitario de Fútbol en 2006, 2010, 2011 y 2012 y el Campeonato de España Universitario de Baloncesto Femenino en 2011.

### Redes sociales
- Facebook
- Twitter
- YouTube
- Instagram
- LinkedIn

- Datos: Q2303432
- Multimedia: University of Oviedo / Q2303432